# Páni z Osového
Páni z Osového byli starobylým moravským šlechtickým rodem, který byl odnoží Ronovců. Štít jejich erbu měl žlutou barvu s černými ostrvemi a zelenými suky. (Páni se psali po Osové, které se jmenovala až roku 1924 jako Osové - tedy páni z Osového).
Nejstarším známým členem rodu je Jindřich z Osového, který se uvádí na Osové roku 1328. Ten byl potomkem Heřmana z Přemyslav a měl bratry Smila z Ronova a Heřmana z Přemyslav. Jindřich měl majetky v Bíteši a jejím okolí. Roku 1353 se uvádí na listině Žďárského kláštera, kde je uveden mezi přítomnými šlechtici. Jeho syn Hynek z Osového prodal před rokem 1372 svůj majetek v Osové pánům z Ronova a patrně získal majetky jinde. 
Pokračovateli rodu byli bratři Hynek a Smil z Osového, kteří prodali v roce 1392 Zvoli. Vlastnili však tvrz a ves Petrovice, Vavřinec  a Podolí (ve středověku zaniklou ves u Petrovic). Smil z Osového, který měl manželku Bětku ze Zvole, zemřel před rokem 1406. V tomto roce vypálil Vok IV. z Holštejna vdově Bětce tvrz v Petrovicích. Roku 1414 se uvádí Smilův potomek Hynek, který Petrovice s Vavřincem a Podolím roku 1418 prodal. 
Hynek z Osového byl posledním mužským potomkem Osovských, kteří pocházeli z rodu Ronovců a měli jejich erb s ostrvemi. Smil a Zbyněk z Osového, kteří se uvádějí v polovině 15. století na Osové, pocházejí z rodu z Doubravice, která měla erb zavinuté střely a patřila k Benešovcům.